# Reinado Nacional del Café 2010
El Reinado Nacional del Café realizó su 28.a edición el 4 de julio de 2010 en Calarcá, Quindío. En la velada de elección y coronación, la Reina Nacional del Café 2009, Alejandra Tovar Gómez, entregó la corona a su sucesora, la Señorita Meta, Yenny Marcela Arias Villada.
Yenny representó a Colombia en el Reinado Internacional del Café 2011, realizado en Manizales, Caldas, clasificando como Primera Princesa.

## Resultados
| Título                          | Candidata                                                     |
| ------------------------------- | ------------------------------------------------------------- |
| Reina Nacional del Café 2010    | - Yenny Marcela Arias Villada Señorita Meta                   |
| Virreina Nacional del Café 2010 | - Andrea Lizeth Lizarazo Escobar Señorita Tolima              |
| Primera Princesa                | - Karen Lizeth Gutiérrez González Señorita Quindío            |
| Segunda Princesa                | - Jennifer Paola Jácome Flórez Señorita Norte de Santander    |
| Tercera Princesa                | - Élida Patricia Castro Herrera Señorita Cartagena, D.T. y C. |

## Candidatas
15 candidatas participaron en la versión 2010 del Reinado Nacional del Café.
| Candidata                      | Nombre                          | Edad | Medidas  | Procedencia         |
| ------------------------------ | ------------------------------- | ---- | -------- | ------------------- |
| Señorita Antioquia             | Diana Marcela Marín Piedrahíta  | 22   | 89-62-92 | Medellín            |
| Señorita Barranquilla D.E.I.P. | Grace Márquez Gutiérrez         | 22   | 90-65-95 | Barranquilla        |
| Señorita Bogotá D. C.          | Sharon Smith García González    | 19   | 90-60-90 | Bogotá              |
| Señorita Bolívar               | Catalina Marimón Sierra         | 19   | 83-54-90 | Cartagena de Indias |
| Señorita Caldas                | Natalia Arias Roa               | 20   | 92-62-92 | Yopal               |
| Señorita Cartagena, D.T. y C.  | Élida Patricia Castro Herrera   | 20   | 90-62-91 | Cartagena de Indias |
| Señorita Cauca                 | Karen Melissa Zúñiga            | 19   | 92-60-91 | Popayán             |
| Señorita Chocó                 | Kenia Julieth Arias Córdoba     | 20   | 88-60-92 | Quibdó              |
| Señorita Córdoba               | Lizeth Paola Cuetter López      | 20   | 90-62-92 | Montería            |
| Señorita Huila                 | Suad Rujana Salas               | 19   | 90-62-92 | Neiva               |
| Señorita Meta                  | Yenny Marcela Arias Villada     | 22   | 87-63-95 | Villavicencio       |
| Señorita Norte de Santander    | Jenniffer Paola Jácome Flórez   | 19   | 86-62-92 | Cúcuta              |
| Señorita Quindío               | Karen Lizeth Gutiérrez González | 20   | 90-62-93 | Armenia             |
| Señorita Risaralda             | Andrea Marcela Agudelo Ramírez  | 17   | 90-61-90 | Pereira             |
| Señorita Tolima                | Andrea Lizeth Lizarazo Escobar  | 19   | 90-63-97 | Ibagué              |